# Shoeless Joe Jackson
Joseph Jefferson Jackson detto Shoeless Joe Jackson (contea di Pickens, 16 luglio 1887 – Greenville, 5 dicembre 1951) è stato un giocatore di baseball statunitense. Sebbene la sua media di battuta in carriera di .356 lo posizioni al quarto più alto nella storia della Major League Baseball (MLB), è spesso ricordato per la sua associazione con lo Scandalo dei Black Sox, in cui i membri della stagione 1919 dei Chicago White Sox parteciparono a una cospirazione per truccare le partite le World Series del 1919. Di conseguenza, il commissario Kenesaw Mountain Landis bandì Jackson dal baseball dopo la stagione 1920. Durante le World Series in questione, Jackson aveva guidato entrambe le squadre in diverse categorie statistiche e aveva stabilito il record delle World Series con 12 battute in base. Il ruolo di Jackson nello scandalo, la sua espulsione dal gioco e la sua esclusione dalla Baseball Hall of Fame sono stati oggetto di accesi dibattiti. Nel 2025 è stato riabilitato, rendendo possibile la sua introduzione nella Hall of Fame.

## Biografia

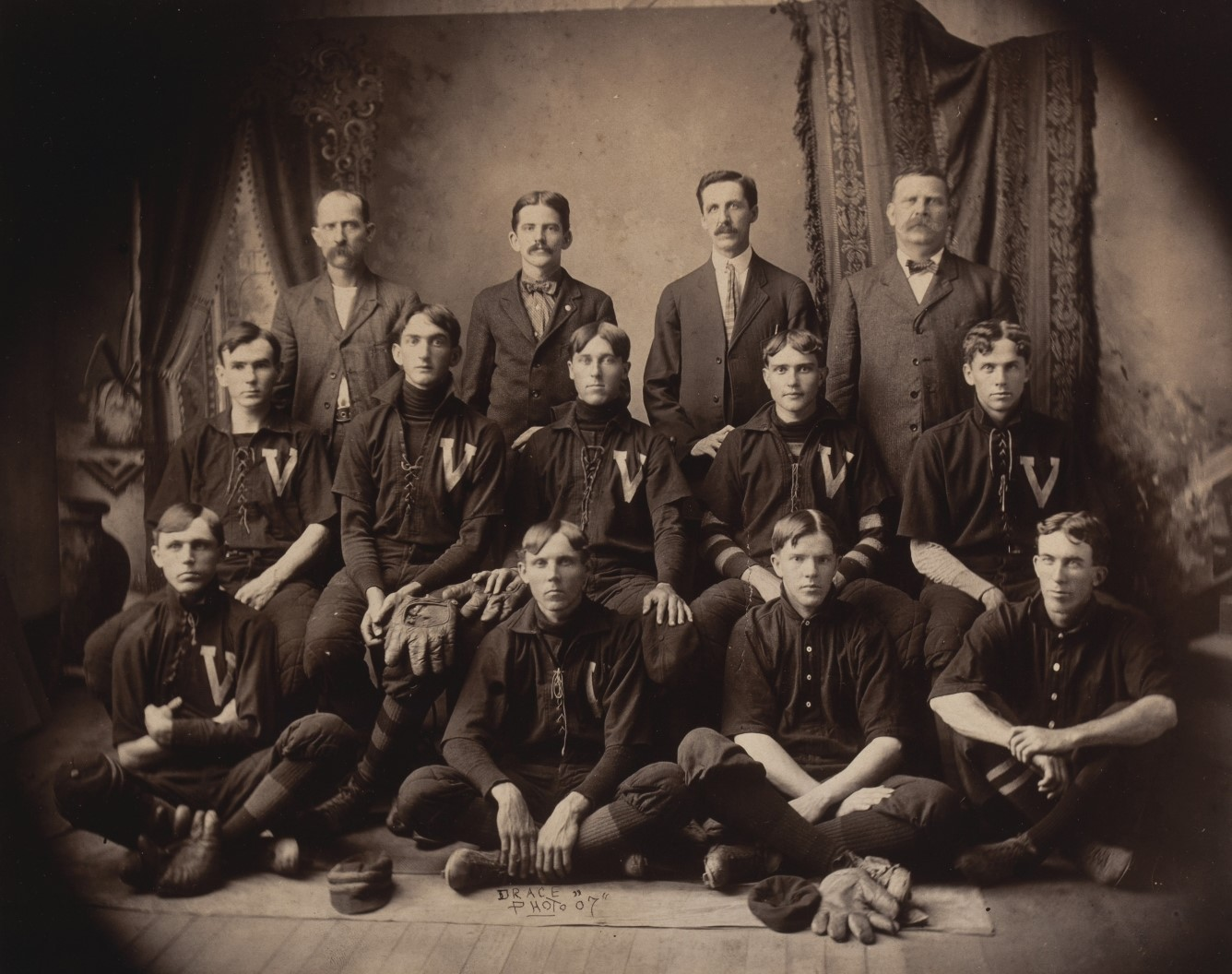
Jackson (fila centrale, secondo da sinistra) con il team Victor Mills nel 1907

Jackson nacque nella Contea di Pickens in Carolina del Sud, figlio maggiore di George Jackson, un contadino.  Quando Jackson era ancora un bambino, suo padre trasferì la famiglia a Pelzer. Qualche anno dopo, la famiglia si trasferì in una company town chiamata Brandon Mill alla periferia di Greenville in Carolina del Sud. Un attacco di morbillo lo ha quasi ucciso quando aveva 10 anni. Rimase a letto per due mesi, paralizzato, mentre veniva curato dalla madre per tornare in salute.
A partire dall'età di 6 o 7 anni, Jackson lavorò in una delle fabbriche tessili della città come "testa di lanugine", un nome dispregiativo per un operaio della fabbrica. Le finanze della famiglia imponevano a Joe di fare turni di 12 ore in fabbrica e, poiché all'epoca l'istruzione era un lusso che la famiglia Jackson non poteva permettersi, Jackson era privo di istruzione. La mancanza di istruzione rimase un problema per tutta la vita di Jackson. Questo ha persino influito sul valore dei suoi cimeli nel mercato del collezionismo; poiché Jackson era analfabeta, spesso faceva firmare la sua firma alla moglie. Di conseguenza, qualsiasi cosa autografata da Jackson stesso ha un valore superiore quando viene venduta, compreso un autografo che è stato venduto per 23.500 dollari nel 1990. Nei ristoranti, piuttosto che chiedere a qualcuno di leggergli il menu, aspettava che i suoi compagni di squadra ordinassero e poi ordinava una delle pietanze che sentiva.

## Carriera

### Inizi
Nel 1900, quando aveva 13 anni, sua madre fu avvicinata da uno dei proprietari del Brandon Mill e lui iniziò a giocare nella squadra di baseball del mulino. Era il giocatore più giovane della squadra. Veniva pagato 2,50 dollari per giocare il sabato. Inizialmente era un lanciatore, ma un giorno ruppe accidentalmente il braccio di un altro giocatore con una palla veloce. Nessuno voleva battere contro di lui, così il manager della squadra lo mise all'esterno. La sua abilità nel colpire lo rese una celebrità in città. In quel periodo gli fu regalata una mazza da baseball che chiamò Black Betsy. Fu paragonato a Champ Osteen, un altro giocatore dei mulini che arrivò nelle Majors. Passò da una squadra di mulini all'altra in cerca di una paga migliore, giocando a baseball da semi-professionista fino al 1905.
Nel 1908, Jackson iniziò la sua carriera di baseball professionista con i Greenville Spinners della Carolina Association, sposò la quindicenne Katie Wynn e alla fine firmò con Connie Mack per giocare con i Philadelphia Athletics.

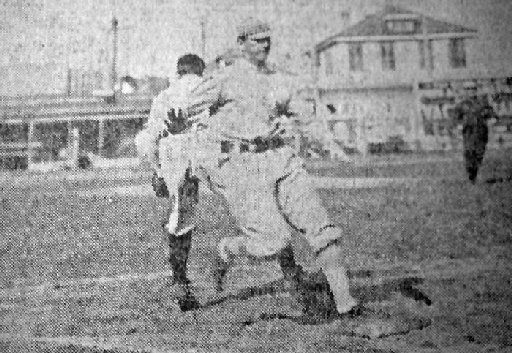
Jackson con i Pelicans

Giocando per la squadra minore della sua città per 75 dollari al mese, Jackson ebbe una media di .346, la migliore della Carolina Association del 1908 e fu anche il migliore della lega in battute e RBI. Nell'agosto del 1908, il suo contratto fu acquistato da Connie Mack dei Philadelphia Athletics per 900 dollari. Jackson si presentò immediatamente agli Athletics e fece il suo debutto in Major League.
Per i primi due anni della sua carriera Jackson ebbe qualche problema ad adattarsi alla vita con gli Athletics; i rapporti sono discordanti sul fatto che non gli piacesse la grande città o che fosse infastidito dal nonnismo dei compagni di squadra. Di conseguenza, trascorse gran parte di quel periodo nelle leghe minori. Tra il 1908 e il 1909, Jackson apparve in appena 10 partite della MLB. Durante la stagione 1909, Jackson giocò 118 partite per i Savannah Indians della South Atlantic League. In quell'anno batté .358.

### Carriera in Major League
Deve il suo soprannome Shoeless (letteralmente "senza scarpe") ad un episodio avvenuto durante una partita. Quel giorno Joe Jackson aveva indossato scarpe da gioco nuove, che gli avevano causato delle vesciche ai piedi; toltesi le scarpe e non riuscendo a mettere ai piedi nemmeno quelle vecchie, continuò la partita scalzo. Mentre il gioco continuava, un tifoso disturbatore notò Jackson che correva verso la terza base con i calzini e gridò "You shoeless son of a gun, you!" e il conseguente soprannome "Shoeless Joe" gli rimase impresso per il resto della sua vita.
Nel 1911, la prima stagione completa di Jackson nella MLB, stabilì una serie di record da rookie. Il suo .408 media di battuta di quella stagione è un record che resiste tuttora ed è stato abbastanza per il secondo posto assoluto nella lega dietro il .419 di Ty Cobb - una delle poche volte nella storia del baseball in cui una media di +.400 non ha vinto un titolo di battuta. La sua percentuale di .468 sulle basi guidò la lega. La stagione successiva, Jackson batté .395 e fu il migliore dell'American League per hits, triples e basi totali. Il 20 aprile 1912, Jackson segnò il primo home run nel Tiger Stadium. L'anno successivo, guidò la lega con 197 battute e una slugging percentage di .551.
Gli Athletics rinunciarono a Jackson nel 1910 e lo scambiarono con i Cleveland Naps. Trascorse la maggior parte del 1910 con i New Orleans Pelicans della Southern Association, dove vinse il titolo di battitore e condusse la squadra al titolo. Alla fine della stagione, fu chiamato a giocare nella squadra della Big League. Partecipò a 20 partite e batté .387.
Nell'agosto del 1915, Jackson fu scambiato con i Chicago White Sox. Due anni dopo, Jackson e i White Sox vinsero il pennant della American League e anche le World Series del 1917. Durante la serie, Jackson colpì .307 mentre i White Sox sconfissero i New York Giants.
Jackson saltò la maggior parte della stagione 1918 lavorando in un cantiere navale a causa della Prima Guerra Mondiale. Nel 1919, tornò con forza e registrò una media di .351 durante la stagione regolare e di .375 con un fielding perfetto nelle World Series. Tuttavia, i White Sox, fortemente favoriti, persero la serie contro i Cincinnati Reds. La stagione successiva, il trentaduenne Jackson batté .382 e stava vivendo una delle sue migliori stagioni complessive, guidando l'American League nei tripli e stabilendo con ampi margini i record di carriera per i fuoricampo, gli RBI e il minor numero di strikeout per apparizione al piatto, quando fu sospeso, insieme ad altri sette membri dei White Sox, dopo che emersero accuse che la squadra aveva gettato via le World Series precedenti.
Nel 1999 Jackson fu inserito da The Sporting News‍ al 35º posto nella classifica dei migliori cento giocatori di tutti i tempi.

## Lo scandalo dei Black Sox

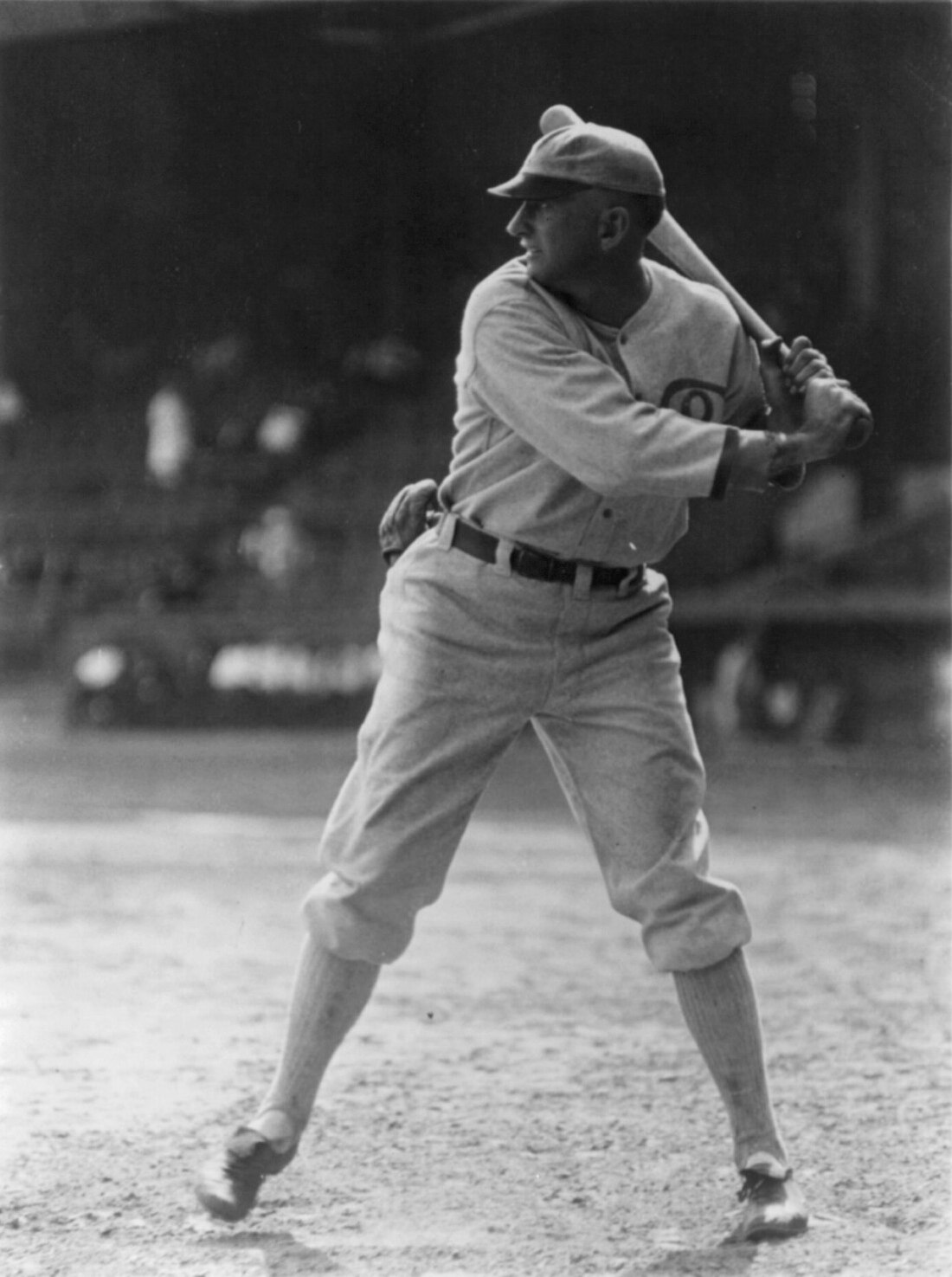
Jackson in 1920

Dopo che i White Sox persero le World Series del 1919 contro i Cincinnati Reds, Jackson e altri sette giocatori dei White Sox furono accusati di aver accettato 5.000 dollari a testa (equivalenti ad 84 mila dollari del 2023) per truccare le partite delle Series. Nel settembre 1920 fu convocato un gran giurì per indagare sulle accuse.
Le 12 battute in base di Jackson stabilirono un record nelle Series che non fu battuto fino al 1964, e guidò entrambe le squadre con una media battuta di .375. Non ha commesso errori e ha eliminato un corridore al piatto. Tuttavia, i Reds colpirono un numero insolitamente alto di tripli nella posizione di Jackson all'esterno sinistro.
Si sostiene che Jackson abbia ammesso di aver partecipato alla truffa delle partite durante la testimonianza al Gran Giurì del 28 settembre 1920.  Alcuni resoconti giornalistici hanno citato questo fatto:
Questa citazione precisa non appare nella registrazione stenografica dell'apparizione di Jackson al Gran Giurì.
Nel 1921, una giuria di Chicago assolse Jackson e i suoi sette compagni di squadra. Tuttavia, Kenesaw Mountain Landis, il nuovo Commissioner del Baseball, impose un divieto a vita per tutti e otto i giocatori. "Indipendentemente dal verdetto delle giurie", dichiarò Landis, "nessun giocatore che perda di proposito una partita; nessun giocatore che si impegni o prometta di perdere una partita; nessun giocatore che sieda in una riunione con un gruppo di giocatori e scommettitori disonesti dove si pianificano e si discutono i modi e i mezzi per perdere le partite e non lo dica prontamente al suo club, potrà mai giocare a baseball da professionista". ".
Dopo l'incriminazione da parte del Gran Giurì, Charley Owens del Chicago Daily News scrisse un tributo rammaricato con il titolo "Say it ain't so, Joe". La frase divenne leggendaria quando un altro giornalista la attribuì erroneamente a un bambino fuori dal tribunale: 

Quando Jackson lasciò l'edificio del tribunale penale, sotto la custodia di uno sceriffo, dopo aver raccontato la sua storia al Gran Giurì, trovò diverse centinaia di ragazzi, dai 6 ai 16 anni, che aspettavano di vedere il loro idolo. Un bambino si avvicinò all'outfielder e, afferrandogli la manica del cappotto, disse:
"Non è vero, giusto, Joe?"

"Si ragazzo, ho paura che lo sa," replicò Jackson. I ragazzi aprirono un varco per il giocatore e rimasero in silenzio fino a quando non fu perso di vista..

"Non l'avrei mai detto", sospirò il ragazzo.

In un'intervista pubblicata su Sport quasi tre decenni dopo, Jackson confermò che il leggendario scambio non era mai avvenuto.

### Disputa sulla sua colpevolezza

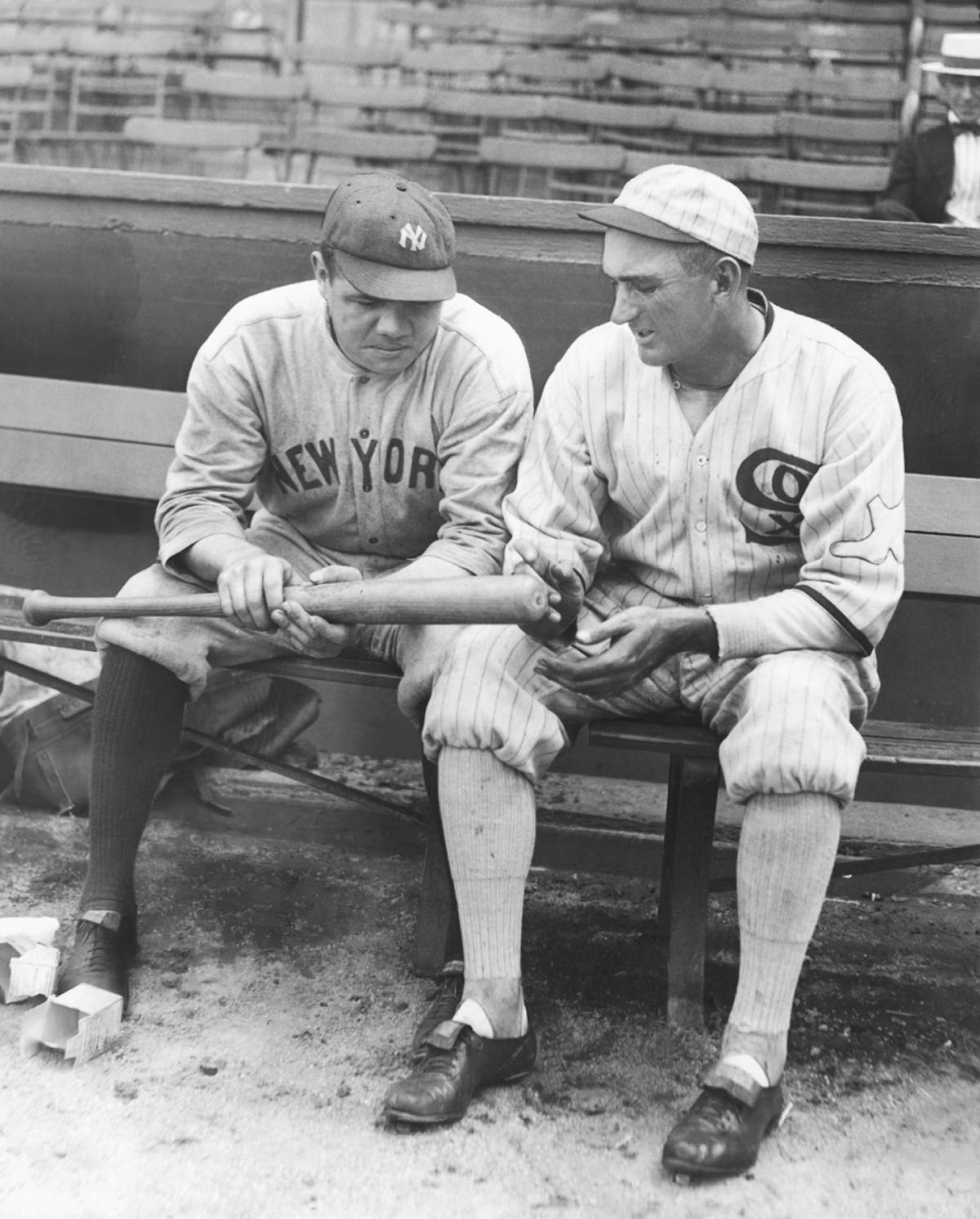
Babe Ruth e Joe Jackson nel 1920

Il coinvolgimento di Jackson nello scandalo rimane tuttora controverso. Secondo quanto riferito, rifiutò la tangente di 5.000 dollari in due occasioni - nonostante il fatto che avrebbe di fatto raddoppiato il suo stipendio - finché il compagno di squadra Lefty Williams non gettò il denaro sul pavimento della sua stanza d'albergo. Jackson cercò di informare il proprietario dei White Sox Charles Comiskey della truffa, ma Comiskey rifiutò di incontrarlo. Non potendo permettersi un legale, Jackson fu rappresentato dall'avvocato della squadra Alfred Austrian: un chiaro conflitto di interessi. Prima della testimonianza di Jackson al gran giurì, Austrian avrebbe ottenuto l'ammissione da parte di Jackson del suo presunto ruolo nella truffa, facendogli bere del whisky. Austrian riuscì anche a convincere il quasi analfabeta Jackson a firmare una rinuncia all'immunità dall'accusa.
Anni dopo, gli altri sette giocatori coinvolti nello scandalo confermarono che Jackson non aveva mai partecipato a nessuno degli incontri. Williams ha detto che hanno fatto il nome di Jackson solo per dare maggiore credibilità alla loro trama, anche se non ha detto perché Jackson sarebbe stato pagato 5.000 dollari se fosse stato così. Le prestazioni di Jackson durante la serie stessa danno ulteriore credito alle sue affermazioni, sebbene le registrazioni delle partite mostrino che egli colpì molto meglio durante le partite "pulite" rispetto a quelle lanciate. Un articolo del 1993 su The American Statistician riportava i risultati di un'analisi statistica del contributo di Jackson durante le World Series del 1919, e concludeva che c'era un "sostanziale supporto alle successive affermazioni di innocenza di Jackson".
In un articolo apparso sul numero di settembre 2009 della rivista Chicago Lawyer si sostiene che il libro del 1963 di Eliot Asinof Eight Men Out, che pretendeva di confermare la colpevolezza di Jackson, si basava su informazioni inesatte; ad esempio, Jackson non ha mai confessato di aver gettato via le Series come sosteneva Asinof. Inoltre, Asinof ha omesso fatti chiave da documenti pubblicamente disponibili, come i verbali del Gran Giurì del 1920 e gli atti della causa vinta da Jackson nel 1924 contro il Comiskey per recuperare gli stipendi arretrati delle stagioni 1920 e 1921. L'uso da parte di Asinof di personaggi di fantasia all'interno di un resoconto apparentemente saggistico ha aggiunto ulteriori dubbi sull'accuratezza storica del libro.
Jackson rimane nella Lista delle persone bandite dalla Major League Baseball, il che preclude automaticamente la sua elezione alla National Baseball Hall of Fame. Nel 1989, il commissario della MLB A. Bartlett Giamatti rifiutò di reintegrare Jackson perché il caso era "ora meglio affidato all'analisi storica e al dibattito, piuttosto che a una revisione attuale con un occhio alla reintegrazione".
Nel novembre 1999, la Camera dei Rappresentanti degli Stati Uniti ha approvato una risoluzione che elogia i risultati sportivi di Jackson e incoraggia la MLB a revocare la sua ineleggibilità. La risoluzione era simbolica, poiché il governo degli Stati Uniti non ha giurisdizione in materia e perché Jackson è morto nel 1951, circa 48 anni prima.  Il commissario Bud Selig dichiarò all'epoca che il caso di Jackson era in fase di revisione, ma nessuna decisione fu presa durante il mandato di Selig.
Nel 2015, il Shoeless Joe Jackson Museum ha presentato una petizione formale al commissario Rob Manfred per il reintegro, sostenendo che Jackson aveva "più che scontato la sua pena" nei 95 anni trascorsi dal suo bando da parte di Landis. Manfred ha negato la richiesta dopo una revisione ufficiale, scrivendo: "I risultati di questo lavoro mi dimostrano che non è possibile ora, a più di 95 anni da quando quegli eventi si sono verificati e sono stati considerati dal commissario Landis, essere abbastanza certi della verità da annullare le determinazioni del commissario Landis".
Nel 2020, ESPN ha riferito che la MLB ha cambiato la sua politica e che la lega "non ha alcuna blocco nei confronti di giocatori banditi dopo la loro morte, perché la lista dei non eleggibili impedisce ai giocatori di avere privilegi che includono un lavoro con un club della Major League". Non è chiaro come questo influirà sulle prospettive di Jackson nella Hall of Fame.
Il 13 maggio 2025 Jackson e Pete Rose, i due giocatori più celebri banditi dalla lega, furono riabiliti e divennero eleggibili per la Hall of Fame.

## Dopo il professionismo

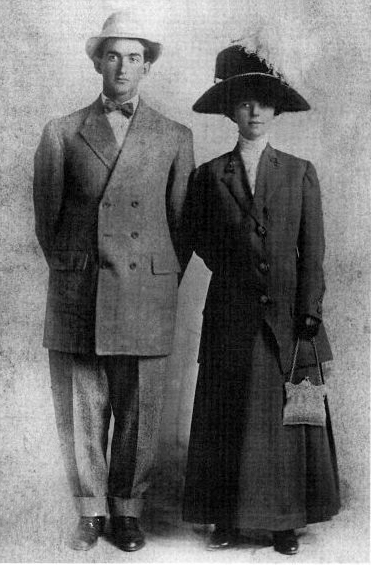
Jackson e sua moglie Katie nel giorno del loro matrimonio nel 1908

Durante i restanti 20 anni della sua carriera nel baseball, Jackson giocò e gestì un certo numero di squadre semiprofessionistiche, la maggior parte delle quali situate in Georgia e Carolina del Sud, sotto diversi nomi presunti. Nel 1922, Jackson si trasferì a Savannah in Georgia e aprì un'attività di lavaggio a secco con la moglie.
Nel 1933, i Jackson si trasferirono nuovamente a Greenville in Carolina del Sud. Dopo aver aperto un ristorante di barbecue, Jackson e sua moglie aprirono il "Joe Jackson's Liquor Store", che gestirono fino alla sua morte. Una delle storie più note della vita di Jackson dopo la Major League si svolse nel negozio. Ty Cobb e il giornalista Grantland Rice entrarono nel negozio e Jackson non mostrò alcun segno di aver riconosciuto Cobb. Dopo aver fatto il suo acquisto, Cobb chiese a Jackson: "Non mi conosci, Joe?". Jackson rispose: "Certo che ti conosco, Ty, ma non ero sicuro che tu volessi riconoscermi. Molti non lo fanno".
Con l'avanzare dell'età, Jackson iniziò a soffrire di problemi cardiaci. Nel 1951, all'età di 64 anni, morì per un attacco di cuore. Jackson fu il primo degli otto giocatori banditi a morire ed è sepolto al Woodlawn Memorial Park di Greenville. Non aveva figli, ma lui e la moglie hanno cresciuto due dei suoi nipoti.
Nel 1999 Jackson fu inserito da The Sporting News‍ al 35º posto nella classifica dei migliori cento giocatori di tutti i tempi. Joe Jackson era analfabeta e riusciva a malapena a scrivere il proprio nome, per questo il suo autografo è uno dei più rari del mondo del baseball.

## Cultura di massa
Oltre a svariati libri realizzati su Shoeless Joe Jackson e sulla storia dello scandalo dei Black Sox, vanno segnalati i seguenti due film:
- Otto uomini fuori (1988), in cui Jackson è interpretato da D. B. Sweeney
- L'uomo dei sogni (1989), in cui Jackson è interpretato da Ray Liotta

## Palmarès
- World Series: 1

Chicago White Sox: 1917
- Media battuta

3° (.356)